# Divana diva
Divana diva är en fjärilsart som beskrevs av Butler 1870. Divana diva ingår i släktet Divana och familjen Castniidae. Inga underarter finns listade i Catalogue of Life.